# Мазолино да Паникале
Мазолино да Паникале (на италиански: Masolino da Panicale е прозвището, под което е известен италианския живописец Томазо ди Кристофоро Фини. Мазолино е учител на Мазачо. Неговите най-известни творби са навярно тези, направени съвместно с неговия ученик Мазачо: Мадоната с детето и Света Ана (1424) и фреските в капела Бранкачи в църквата Санта Мария дел Кармина (Флоренция) (1424-1428).

## Известни творби
- Мадоната с младенеца Архив на оригинала от 2007-04-26 в Wayback Machine. (1423 г.)
- Мадоната и детето със света Ана Архив на оригинала от 2003-04-16 в Wayback Machine. (1424)
- „Изкушението на Адам“
- „Мъченичеството на Св. Катарина“
- Папа Григорий Велики и свети Матей

### Капела Бранкачи
В сцената „Грехопадение“, Адам и Ева изпълнени от Мазолино са абстрактно красиви, изящни, чувствени. Те контрастират с намиращата се отсреща фреска на Мазачо – „Изгонване от Рая“ с реалистично пресъздадени фигури на прародителите на човечеството. Това са съществените стилистни различия между двамата художници.

### Рим
В Унгария, при двора на крал Сигизмунд, заедно с Мазолино работят и други майстори от Флоренция, привлечени там от кондотиер Пипо Спано. За дейността на художника в Унгария няма сведения, във Флоренция той се връща през юли 1427 година.
През 1428 година в Рим на Мазолино е поръчан полиптих (олтар Колона, 1427—1428) за църквата Санта Мария Маджоре. Той продължава сътрудничеството с Мазачо до неговата внезапна смърт през лятото на 1428 година. Впоследствие полиптихът е разделен, като в настоящо време шест панели от този олтар се намират в различни музеи. Мазачо изпълнява само един от панелите на полиптиха „Свети Йероним и Йоан Кръстител“, всички останали се свързват с Мазолино.
В Рим, Мазолино работи за кардинал Бранд Кастильоне, който му доверява украсяването с фрески на капелата на Света Екатерина Александрийска (1427-1430) в църквата Сан Клементе. Мазолино преживява Мазачо с повече от десетилетие, завършва цикъла от фрески в Рим през 1435 година.
Той много пътешества, ставайки проводник на идеалите на Ренесанса, преди всичко в Сиена и Северна Италия, съчетавайки в своето творчество нови изобразителни схеми с елементи от интернационалната готика.